# Jack (película)
Jack es una película estadounidense de 1996, del género comedia dramática, dirigida por Francis Ford Coppola, protagonizada por Robin Williams, Diane Lane, Brian Kerwin, Jennifer Lopez, Fran Drescher y Bill Cosby en los papeles principales.

## Argumento
La película narra la historia de Jack, un niño con una rara condición que envejece más rápido de lo normal, enfrentando las dificultades de la infancia en el cuerpo de un adulto. 

## Sinopsis
La película comienza en una fiesta de Halloween donde una pareja está bailando. La mujer (Diane Lane), embarazada, empieza a sufrir contracciones, y van de emergencia al hospital junto con un par de amigos. En la sala de partos ella dice que no puede dar a luz ya que apenas está de unos pocos meses. Cuando llega el doctor (Allan Rich), le dice a la enfermera que el parto se ha adelantado. Después del parto llevan al bebé para ser examinado, tras lo cual los doctores explican a los padres lo que ha ocurrido. En ese momento entra un experto (Keone Young), que dice que el bebé está completamente sano pero que su reloj biológico está adelantado, lo cual hace que el envejezca cuatro veces más rápido de lo normal y que, si eso continúa, a los 3 años puede aparentar 12 y a los 10 puede aparentar 40. 
Efectivamente, 10 años después Jack (Robin Williams) aparenta 40 y no va a la escuela, ya que sus padres (Diane Lane y Brian Kerwin) tienen miedo de que los niños lo traten mal. Finalmente, el tutor de Jack (Bill Cosby) los convence para llevarlo a la escuela. En su primer día, todos los niños lo fastidian y se va llorando a casa. Al día siguiente, un chico del salón (Adam Zolotin) lo convence de que se haga pasar por el director (para la madre de este, interpretada por Fran Drescher) y lo logra, tras lo cual se hace amigo de todos entrando a ser miembro de su club. Luego llega el baile de su escuela y tiene miedo de invitar a alguna chica al baile, ya que él aparenta 40 años y tiene miedo de invitar a niñas normales de 11 años. Le pide a su maestra (interpretada por Jennifer López) que sea su pareja, pero ella se niega y le dice que no puede ya que es su alumno. Jack sale llorando del salón y corre por las escaleras, donde lo espera su amigo y Jack resbala, víctima de una angina de pecho. Se despierta en el hospital. Cuando le dan el alta se encierra en su cuarto y todos los niños, queriendo que vuelva, tocan y tocan pero Jack no quiere salir. Finalmente, Jack regresa una mañana justo en el momento en que su amigo está leyendo una redacción sobre él. La película finaliza con la ceremonia de graduación de Jack de la escuela secundaria, en la que él, ya con el cuerpo de un anciano, pronuncia un discurso y se va con sus amigos a pasar el fin de semana.